# Cais de Vega Terrón
O Cais de Vega Terrón é o porto fluvial de La Fregeneda, na província de Salamanca, Comunidade Autónoma de Castela e Leão, Espanha. Encontra-se situado no rio Águeda, junto a sua desembocadura no rio Douro. Neste troço os dois rios fazem de fronteira natural entre Espanha e Portugal.
Para chegar ao cais de Vega Terrón tem-se de seguir a estrada regional CL-517, que vai desde Salamanca até este local. Antigamente também se podia aceder em comboio já que a linha internacional de Barca d'Alva-La Fregeneda a La Fuente de San Esteban tinha uma paragem em Barca d'Alva.